# Derenbach
Ne doit pas être confondu avec Dörrenbach.
Derenbach (luxembourgeois : Déierbech) est une section de la commune luxembourgeoise de Wincrange située dans le canton de Clervaux.